# Smilodon gracilis
Smilodon gracilis (‘Smilodon esvelt’) fou el primer i el més petit dels gats de dent de sabre maquerodontins i la primera espècie del gènere Smilodon. Aparegué primerament als Estats Units fa uns 2,5 milions d'anys, essent probablement un descendent de Megantereon i va viure fins fa uns 15.000 anys. Aquesta espècie és la menor del gènere, pesant a penes entre 55 a 111 quilos. Vivien principalment a les regions orientals d'Amèrica, aconseguint el nord de Sud-amèrica fa 1.8 milions d'anys, al costat de Homotherium.